# Mya-Rose Craig
Mya-Rose Craig, également connue sous le pseudonyme de Birdgirl, né le 7 mai 2002, est une ornithologue britannique originaire du Bangladesh, et militante pour l'égalité des droits.  

## Biographie
Mya-Rose Craig fréquente l'école de Chew Valley. Sa mère Helena, est une musulmane bengalie dont la famille est originaire de la division de Sylhet au Bangladesh. À l'âge de douze ans, elle possède sa propre chronique, Birding Tales, dans la Chew Valley Gazette. Ses écrits ont également été publiés dans New Internationalist à l'âge de treize ans. En 2010, elle participe aux côtés de Lee Evans, au documentaire Twitchers : A Very British Obsession diffusé sur la BBC Four.
Mya-Rose Craig se spécialise dans l'ornithologie, comme bagueuse d'oiseaux,. En 2018, elle remporte le prix Gilbert White Youth du National Biodiversity Network pour son travail de recensement de la faune terrestre et d'eau douce. Elle contribue à l'ouvrage de Chris Packham, nommé A People's Manifesto for Wildlife. Elle participe également à la People's Walk for Wildlife organisée par Chris Packham, et s'adresse alors à une foule de plus de dix mille personnes.  Elle est nommée par Richard Pancost, responsable des sciences de la terre à  l'Université de Bristol. 
En février 2020, Mya-Rose Craig obtient un doctorat honorifique en sciences de l'Université de Bristol, et devient la plus jeune Britannique à recevoir un tel honneur. En novembre 2020, elle est nommée dans la liste de la BBC Radio 4 Woman's Hour Power.
Elle vit à Compton Martin.

## Militantisme
Mya-Rose Craig crée l'organisation à but non lucratif Black2Nature qui organise des camps dans la nature pour les enfants noirs et minorités ethniques,. Elle reçoit un diplôme honorifique pour cette initiative, et en reconnaissance de sa défense des enfants et des adolescents issus des minorités ethniques visibles. La militante appelle les organisations dirigées par des blancs dans les secteurs de la conservation de la nature, des médias et de l'environnement à s'engager davantage auprès des jeunes issus des minorités ethniques visibles, et dénonce le racisme inhérent à la conservation de la nature,.
En 2015, elle est nommée "Ambassadrice de Bristol" pendant l'année où la ville est désignée Capitale verte de l'Europe.